# Plochodrážní stadion Svítkov
Plochodrážní stadion Svítkov – stadion żużlowy w Pardubicach, w Czechach. Został wybudowany w latach 1953–1954. Może pomieścić 10 000 widzów. Obiekt użytkowany jest przez żużlowców klubu AMK ZP Pardubice. Długość toru żużlowego na stadionie wynosi 400 m, jego szerokość na prostych to 15 m, a na łukach 21 m.
Od 1964 roku na stadionie rozgrywany jest coroczny turniej Zlatá Přilba, a od 1975 roku juniorskie zawody Zlatá stuha. Ponadto obiekt gośił wiele innych imprez żużlowych, m.in. finały Indywidualnego Pucharu Mistrzów (1986), Mistrzostw Świata Par (1987), Drużynowych Mistrzostw Świata (1990, 1999), Indywidualnych Mistrzostw Świata Juniorów (1993, 2008), Indywidualnych Mistrzostw Europy Juniorów (2001), Klubowego Pucharu Europy (2002) i Drużynowych Mistrzostw Świata Juniorów (2005, 2013).